# 엇각

한 쌍의 엇각. 직선 t가 가로지르는 두 직선이 평행한 경우 엇각의 크기는 같다.

엇각(영어: alternate angle)은 내엇각(영어: alternate interior angle)과 외엇각(영어: alternate exterior angle)을 통틀어 일컫는 말이다. 내엇각은 서로 다른 두 직선이 다른 한 직선과 만날 때 생기는 각 중, 두 직선 사이의 각 중에서 두 직선과 만나는 한 직선을 상대로 서로 반대편에 존재하는 각이다. 외엇각은 서로 다른 두 직선이 다른 한 직선과 만날 때 생기는 각 중, 두 직선 바깥쪽의 각 중에서 두 직선과 만나는 한 직선을 상대로 서로 반대편에 존재하는 각이다.
1. ↑  “Definition of ALTERNATE ANGLE” (영어). 2023년 5월 8일에 확인함.